# Marines Vell
Marines Vell és un nucli de població del País Valencià que pertany al municipi de Marines, a la comarca del Camp de Túria. Actualment es troba habitat parcialment.

## Història[calcitació]
El nucli de població de Marines es creu que va sorgir en època musulmana. No s'han trobat vestigis que demostren que hi va haver poblats anteriors a aquesta època, encara que es creu que al cim del Castell del Real hi va haver un assentament en l'edat del bronze. També hi va haver una pedrera en època romana a la zona anomenada el Molar. Al terme també hi ha el petit despoblat àrab d'Olla, que té el seu origen al segle xi. Va estar habitat fins a la primera meitat del segle xx.

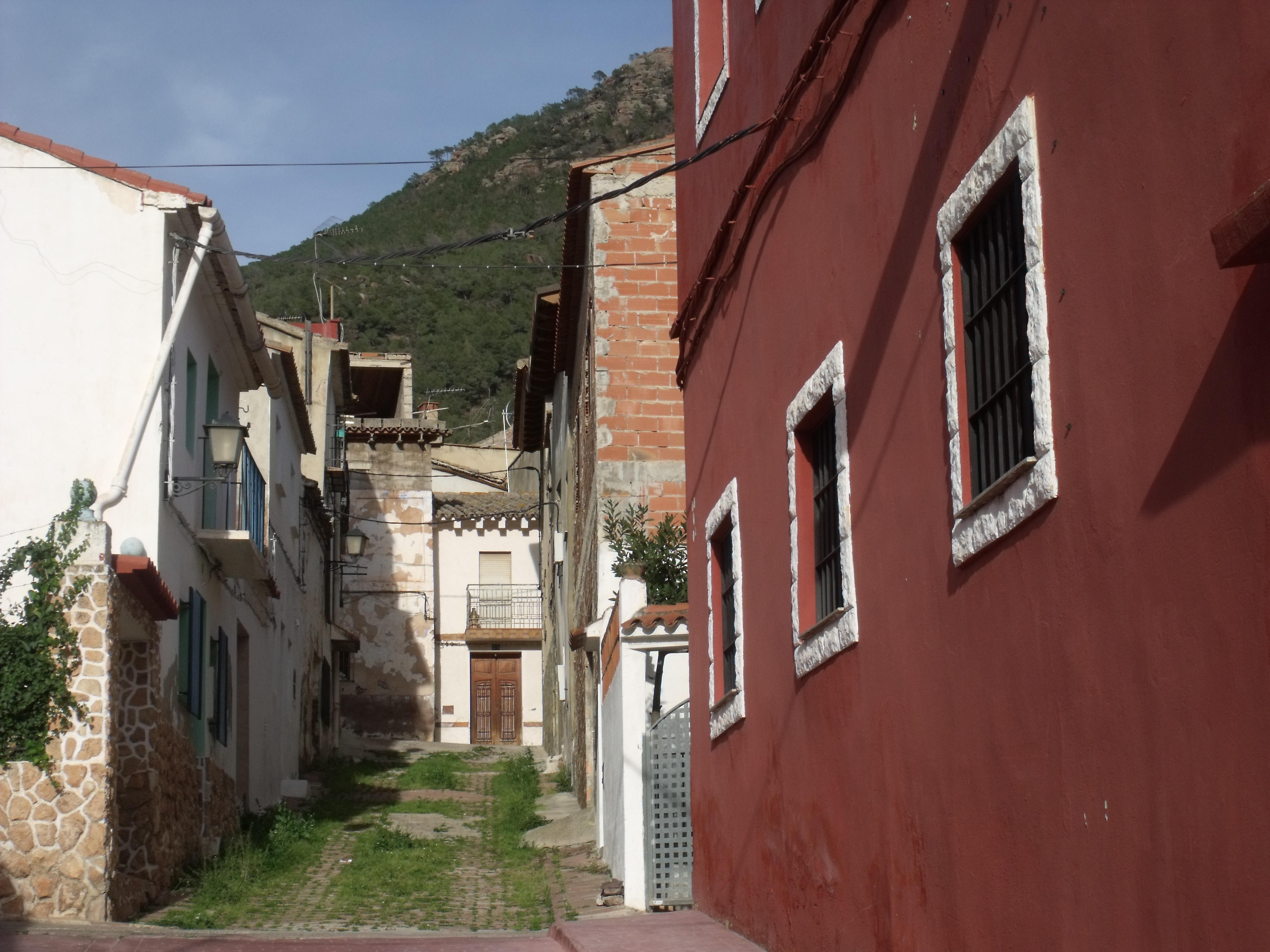
Carrer de Marines Vell

Després de l'ocupació cristiana fou lliurada a Pere Sánchez de Maraynón, formant part de la baronia d'Olocau fins al 1359 en què Pere IV (1319-1387) confisca la baronia a Guillén Sánchez de Maraynón i Castellví i la dona a l'almirall Mateu Mercer. Aquest va ser empresonat i mort pels castellans durant la guerra dels Dos Peres, moment en què la vila és heretada per sa filla Joana de Mercer i Sentlier. Ella l'aporta com a dot al seu matrimoni amb Antoni de Vilaragut i Visconti en la família del qual roman fins a 1811 en què, sent senyor de la baronia Joan Sanz de Vilaragut, s'aboleixen els senyorius. El 1535 es va separar d'Olocau per a erigir-se en rectoria de moriscs fins al 1609 i posteriorment en parròquia.
En els segles següents Marines va destacar per la seva oposició al sistema feudal. Així, en la guerra de successió (1702-1714) van haver a Marines partides de maulets antiborbònics.
Ja en el segle xx, les inundacions del Túria de 1957 causaren despreniments d'enormes roques que destruïren nombroses cases i que obligaren a traslladar-se des del seu històric emplaçament fins a l'actual. Amb el pas del temps, els veïns han anat restaurant les cases del poble vell i, especialment en estiu, es troba prou concorregut.

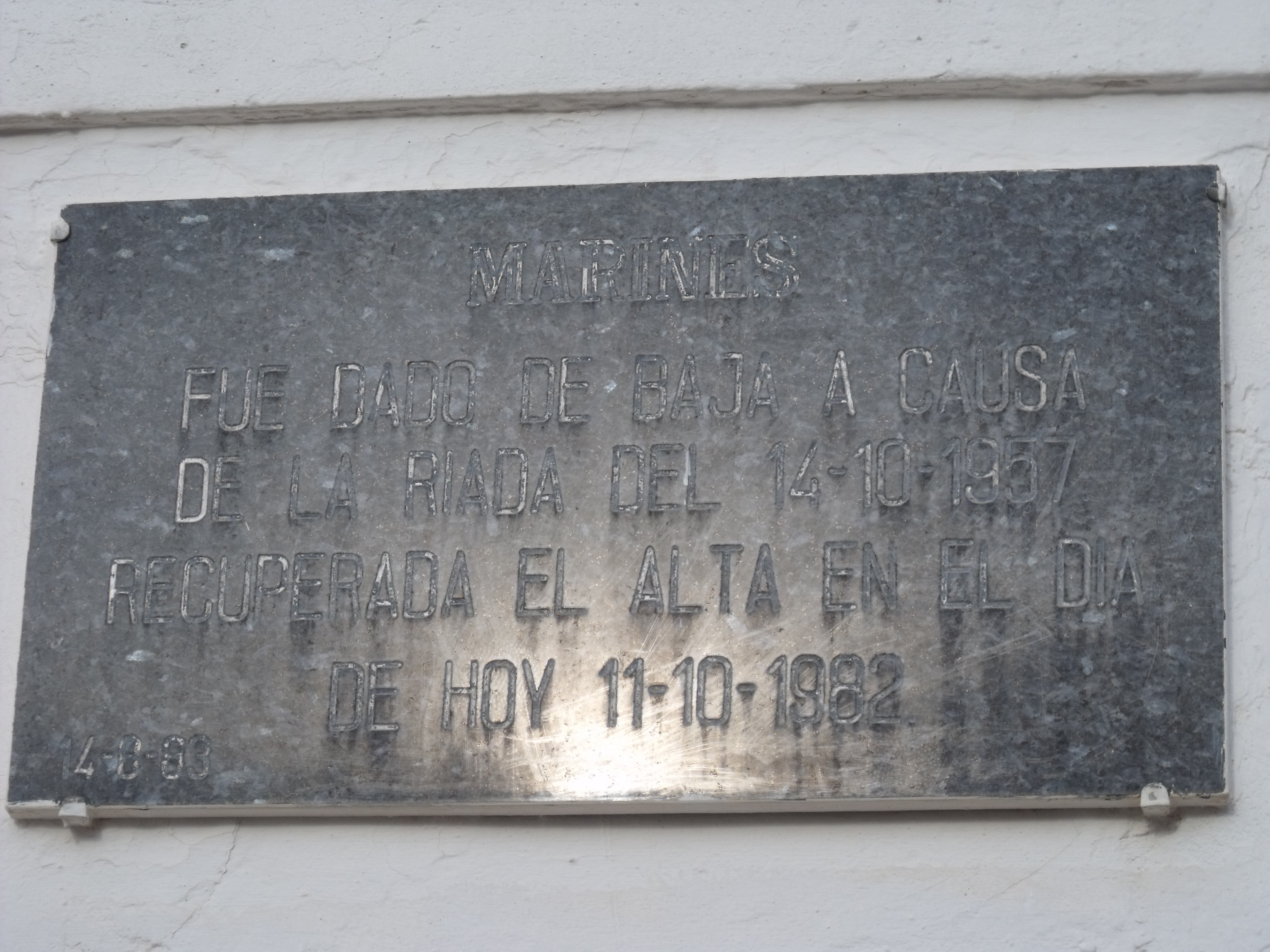
Placa on indica quan Marines Vell deixà de ser poble i quan tornà a habitar-se

## Política i govern
Tot i que el terme municipal de Marines està dividit en dues parts i la part vella es troba prou allunyada de la nova, Marines Vell no té cap organ de govern a part de l'Ajuntament de Marines. A un edifici de la plaça principal del poble es troba la seu de l'Associació de Veïns de Marines Vell.

## Servicis
Tot i estar minimament habitat, el poble compta amb certs servicis i instal·lacions públiques. A l'entrada del poble es troba un parc infantil i a la plaça d'Espanya, al costat de l'església es troba una bústia de correus. Fins fa poc n'hi havia un bar que ara roman tancat.